# Bracken (Saskatchewan)
Bracken es un pueblo canadiense situado en la provincia de Saskatchewan.

## Superficie
Bracken tiene una superficie de 0,63 km².

## Demografía
En 2021, tenía 20 habitantes, una densidad poblacional de 31,8 hab./km², y 14 viviendas.